# 張克晉
張克晉（1957年—），字子健、號瑞樓，是台灣藝術學者，生於台中後至台北定居，為北宋理學家張載之後代。曾任國立台灣師範大學、東吳大學講座教授、西安碑林博物館特約研究員、行政院文建會顧問等。書畫是其業餘的興趣，其書法師承戴蘭邨、汪中教授。曾在臺北故宮研究玉器，出於對玉的喜愛而為其書齋取名為「玲瓏山房」。
2007年曾因吹捧贗品為國寶而遭中華文物學會解任秘書長職務。2025年3月擔任罷免吳思瑤立委團體之領銜人，同年5月初宣布退出，雖然罷免團體嘗試更換領銜人，但更換領銜人的連署不符合法定要求，中選會在5月28日宣告張克晉仍是該案的領銜人，按法規該案的連署書需要領銜人親自送件。據報導檢調偵辦偽造連署案的約談過程中，張克晉發現已故母親的名字被不同筆跡署名在兩份連署書，檢調對此提出偽造文書的質疑，張驚覺在連署過程中發生自己未有掌握的狀況，對國民黨中央支援罷免案的態度又感到心寒，遂決定辭去領銜人及退出參與罷免案。6月7日，罷免吳思瑤團體至選委會進行二階連署送件，因該案領銜人張克晉沒有出席，選委會依法拒收，罷免案以失敗告終。

## 爭議

### 吹捧贗品成國寶級文物
2007年9月起，北京一家台商拍賣公司廣泛在媒體上發布「國寶回流」的拍賣資訊，時任中華文物學會秘書長張克晉在報導中稱根據其文物鑑定經驗，這些文物是難見珍品，並表示四件文物是在抗日戰爭後流傳至台灣。11月16日，中國國家文物局、國家工商總局發布聯合打擊非法經營文物行為。11月21日，主管機關要求停止拍賣，四件文物經鑑定有三件為贗品，另一件則為贗品和真假待定的拼接器。11月27日，中華文物學會發函給媒體表示，11月21日理監事聯席會議決議，解任張克晉秘書長職務。
2008年，熊宜敬撰寫〈文物金光黨vs.藝術偽君子〉一文評價此事件。

### 參與罷免案爭議
2025年中國國民黨在大罷免實施「以罷制罷」，張克晉擔任罷免民主進步黨籍立法委員吳思瑤案之領銜人，並公開表示此一角色係本人主動意願，而非他人推舉。
雖然該案第一階段提案與連署經中央選舉委員會獲審查通過，但因為有不少連署書疑似抄錄國民黨黨員名冊，出現大量「死亡連署」，中選會遂依法檢舉，台北地檢偵查後發現部分連署資料涉嫌造假，張克晉已故母親的姓名亦出現在連署名單上，外界質疑此為相關工作人員偽造文書所致。台北地檢在4月中約談相關人員，經偵訊後，檢方准予張克晉交保。由於連署過程發生造假，國民黨中央對於縣市黨部及罷團人員捲入偽造連署的官司又採取迴避態度，張克晉在4月30日宣布辭任領銜人及退出罷免行動，並且在辭任信中批評中國國民黨黨主席朱立倫誤判形勢及無能。罷團曾經嘗試更換領銜人，但換人連署不符合法定要求而失敗，張克晉仍為該罷免案之領銜人，儘管罷團稱第二階段連署最終達到法定人數門檻，但在法定期限6月7日下午5時30分之前，領銜人張克晉沒有到臺北市選舉委員會辦事處完成遞交連署書的程序，故罷免案依法不成立，未能進入審查與公告投票日之第三階段程序。趙少康公開批評張克晉中途辭任領銜人是「擺爛」、「始亂終棄」，導致民意表達最終落空。
6月16日，北檢偵結偽造連署案，依違反個資法、偽造文書等罪起訴黃呂錦茹、初文卿、姚富文、賴苡任、陳奎勳等5人，18人緩起訴處分，張克晉在內的9人獲不起訴處分。

## 外部連結
- 張克晉的Instagram帳戶